# Lee "Scratch" Perry
Lee "Scratch" Perry, pseudonimo di Rainford Hugh Perry (Kendal, 20 marzo 1936 – Lucea, 29 agosto 2021), è stato un produttore discografico, musicista e cantante giamaicano.

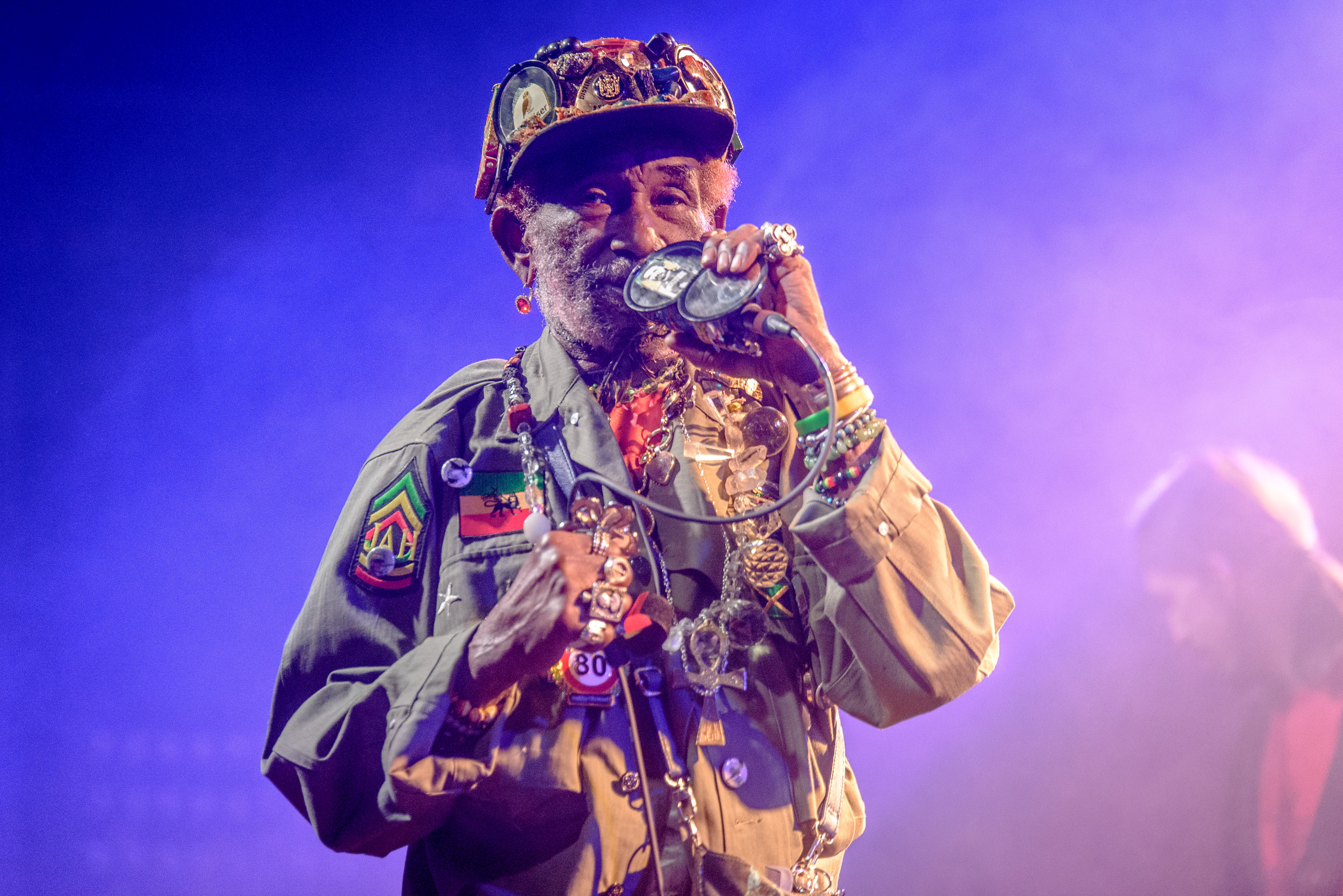
Lee "Scratch" Perry sul palco nel 2016

Noto anche come The Upsetter, King, Little e Pipecock Jaxxon, ha lavorato soprattutto come produttore musicale, ma anche come cantante, musicista, talent scout e fonico. Ha collaborato con la maggior parte degli artisti giamaicani sin dagli albori del reggae, anticipandone spesso tendenze ed evoluzioni e ha continuato fino alla sua morte ad essere un protagonista della scena reggae producendo album e, di tanto in tanto, esibendosi in concerti live nonostante la sua avanzata età.

## Biografia

### Gli inizi
Perry nasce a Kendal, un villaggio agricolo situato nel nord-ovest della Giamaica, nella parrocchia civile di Hanover
, dove la sua famiglia vive nella miseria. All'età di 15 anni lascia il villaggio natale e comincia a girovagare per la Giamaica guadagnandosi da vivere lavorando, ballando o giocando a domino, gioco che nell'isola caraibica viene spesso associato al gioco d'azzardo. Di origine contadina, Perry arriva a Kingston alla fine degli anni cinquanta con l'obiettivo di entrare nel nascente music business giamaicano.
Dopo un tentativo, fallito, di collaborazione con Duke Reid, intorno al 1959 inizia a lavorare con l'altro mostro sacro della scena musicale giamaicana dell'epoca, Clement "Coxsone" Dodd, con responsabilità via via crescenti nella gestione del sound system Sir Coxsone Downbeat e un ruolo di primo piano nelle audizioni: supervisore delle audizioni presso il negozio di Dodd, situato all'epoca a Orange Street a Kingston.
Perry acquista presto anche una notevole esperienza nella produzione in studio: molti dei primi successi di Delroy Wilson sono scritti e prodotti, anche se non attribuiti, a Perry.
È proprio Perry che consiglia a Dodd di ingaggiare i Maytals.
Inoltre, accanto all'attività principale, Perry inizia anche a produrre ed incidere per proprio conto qualche brano; proprio uno dei primi pezzi pubblicati, dal titolo Chicken Scratch gli varrà il principale soprannome con cui sarà poi sempre chiamato: Scratch.
Il suo primo brano è Old For New, realizzato nel 1963 in Gran Bretagna, su un martellante ritmo ska, suonato dal superbo gruppo di musicisti che sarebbero diventati poi famosi col nome di Skatalites.
Nel 1968 Perry termina il suo rapporto con Dodd, da cui si riteneva sfruttato e sottopagato, e incide dischi su etichetta WIRL con il gruppo di Lyn Taitt, dalle sonorità spiccatamente rocksteady.
Dopo aver abbandonato Coxsone Dodd, Perry lavora per altri produttori: Clancy Eccles, Prince Buster, Errol Dunkley e soprattutto Joe Gibbs.
Con quest'ultimo nel 1968, su etichetta Amalgamated, incide il singolo I am the Upsetter, invettiva rivolta al boss di Studio One.
(Lee Scratch Perry - I am the Upsetter)
Il titolo del brano diventerà da subito un altro suo famosissimo soprannome nonché il nome di una delle sue numerose etichette discografiche (Upsetter Records) e quello della sua house band: The Upsetters.
Lasciato Joe Gibbs, contro di lui Perry inciderà la famosa canzone, e grandissimo successo, People Funny Boy, che inizia con il pianto di un neonato e continua con un attacco pungente a Gibbs;
you don't remember that / Now that you've turned big shot / bwoy, you have big chat / You lucky, you lucky, you lucky / you have rice an' peas a yard / Me, poor me, don't have none at all...»
(Lee Scratch Perry - People Funny Boy)
Questi ammirabili sentimenti, combinati con il nuovo suono, catturano sia il pubblico giamaicano, dove il singolo vende 60000 copie, sia i sound system in Gran Bretagna dove il disco diventa popolare anche tra gli skinheads che, da questo momento, acquistano anche altri successi targati Upsetter Records, come Tighten Up degli Untouchables (disco che dà il titolo alla serie di compilation, su etichetta Trojan Records, che vendono moltissime copie dal 1968 al 1972).
È fondamentale l'uso innovativo che Perry fa dei campioni musicali, è infatti tra i primi artisti al mondo ad inserire nei brani campioni come pianti di bambini, vetri che si rompono, spari di pistola e versi di animali. Un'altra caratteristica fondamentale è il beat veloce che presto sarebbe stato identificato come suono reggae (suono così nuovo che non aveva ancora un nome all'epoca).

### The Upsetters
(Lee "Scratch" Perry)
A causa del suo carattere tutt'altro che facile e delle sue ambizioni, ben presto rompe con tutti e decide, nel 1969, di iniziare a fare tutto da solo fondando la sua etichetta musicale, la Upsetter Records.
Nel 1969 Trojan Records inizia a pubblicare le sue produzioni su etichetta Upsetter inglese, andando in classifica con la seconda uscita (Return of Django) e, più tardi, con Return of the Ugly e Live Injection.

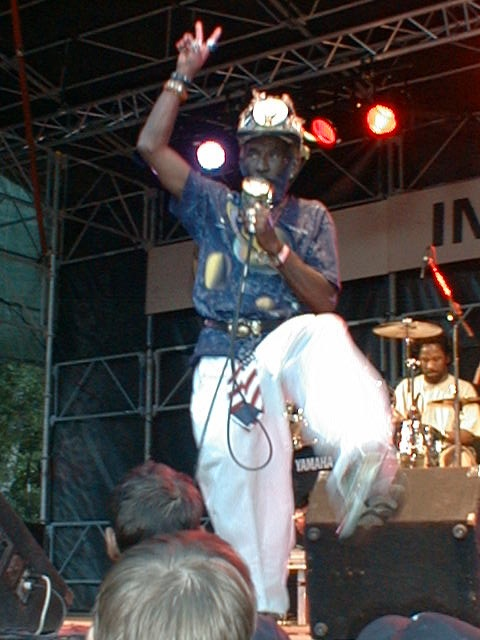
Lee "Scratch" Perry in concerto nel 1998.

Tra il 1969 e il 1974 l'etichetta Upsetter pubblica più di cento singoli e Lee Perry produce moltissimi pezzi propri oltre a scoprire e produrre innumerevoli artisti e gruppi: Dave Barker, Carl Dawkins, i Silvertones, gli Upsetters.
Tra i brani ci sono strumentali come Night Doctor e The Vampire, entrambi del 1969, Dry Acid, con il veterano DJ Count Sticky, Check Him Out dei Bleechers con il cantante Leo Graham, e Duppy Conqueror di Bob Marley & The Wailers, tutti usciti nel 1970.
Nel 1971 produce brani come Beat Down Babylon di Junior Byles, la DJ-version, Alpha & Omega, di Dennis Alcapone, Dreamland di Bunny Lee e More Axe degli Wailers.
Dal 1972 Perry consolida la sua posizione di principale innovatore del reggae, rallentando il ritmo e precorrendo la strada che la musica giamaicana avrebbe seguito negli anni seguenti.
Anche se in seguito sarebbe cambiato diverse volte, è il suono profondo e pesante del biennio 1972/74 che probabilmente ha la maggiore influenza sulla musica reggae e su produttori come Niney the Observer (AKA Winston Holness AKA Observer), Augustus Pablo, Vivian Jackson (Yabby U), Clive "Azul" Hunt e Lloyd "Bullwackie" Barnes a New York.
Anche se quello è il trend che la musica reggae sta intraprendendo, Lee Perry è uno dei primissimi a percorrerlo: sicuramente fu uno dei primi a riconoscere ed utilizzare il talento al mixaggio di King Tubby.
Eppoi ci sono gli strumentali, suonati dalla sua backing band, gli Upsetters, formata da Winston Wright all'organo, Aston "Family Man" o Jackie Jackson al basso, Carlton Barrett o Hugh Michael alla batteria, Hux Brown alla chitarra e Gladstone "Gladdy" Anderson alle tastiere.
Questi pezzi sono raccolti in tre LP: The Upsetter (1969), Return of Django (1969) e Scratch the Upsetter Again (1970), che consistono principalmente in strumentali con il suono dell'organo in primo piano.
È di questo periodo l'infatuazione di Perry per il western all'italiana, che lo porta a pubblicare molti brani e addirittura alcuni album ispirati da personaggi e film del genere: l'album Return of Django contenente l'omonima (e famosa) canzone, dove il titolo è un esplicito riferimento al film Django di Sergio Corbucci del 1966; l'album Clint Eastwood con brani quali For A Few Dollars More (dal film Per qualche dollaro in più di Sergio Leone) e Clint Eastwood , l'album The Good, the Bad and the Upsetters (chiaramente ispirato dal film di Sergio Leone, Il buono, il brutto, il cattivo), l'album Eastwood Rides Again e ad apparire vestito da cowboy con tanto di cappello, speroni, pistola e cavallo sulle copertine dei relativi dischi.
Tra la fine del 1972 e l'inizio del 1973 la seconda incarnazione degli Upsetters prende corpo da un gruppo di turnisti che comprende Winston Wright, Hux Brown, Jackie Jackson e Gladdy Anderson, più Theophilus "Easy Snappin" Beckford al piano, Lloyd "Tinleg" Adams alla batteria, Ron Wilson al trombone, Bobby Ellis alla tromba e Tommy McCook al sax. La musica di questo gruppo è raccolta su alcuni LP, tra i quali Cloak and Dagger (Rhino, 1973) Africa's Blood (1973), Double Seven (1974) e parte di The Upsetter Collection (compilation ripubblicata nel 1981).
Ma su tutte, la collaborazione che frutterà maggiori benefici ad entrambe le parti sarà quella tra Perry e Bob Marley e i suoi The Wailers.

### La collaborazione con Bob Marley
Dopo la parentesi negli Stati Uniti, Bob Marley torna in Giamaica dopo l'estate del 1969; qui incontra Lee Perry, già fonico ai tempi delle prime incisioni dei Wailers allo Studio One e ora affermato produttore.
Dopo alcune discussioni tra Marley e Perry il produttore mette a disposizione dei Wailers la sua backing band chiamata The Upsetters, la cui sezione ritmica è affidata ai fratelli Barrett: Aston "Family Man" al basso e Carlton alla batteria.
Su suggerimento di Perry la band cambia nome in Bob Marley & the Wailers ma soprattutto incide, con Lee Perry dietro il banco di regia, una serie di singoli (Duppy Conqueror, Kaya, My Cup, Small Axe, Man To Man) di grande successo e, sull'onda di questo, 3 album, Soul Rebels (Trojan, 1970), Soul Revolution (Trojan, 1971) e Soul Revolution Part II (Trojan, 1971).
Altri singoli di notevole successo prodotti da Lee Perry, che andranno a formare il repertorio classico di Bob Marley sono Soul Rebel, 400 Years e Sun Is Shining.
Complice la creazione di Bob Marley della propria etichetta discografica, la Tuff Gong, aumentano i dissapori tra Marley e Perry e così, a fine 1973, si compie il divorzio.

### Le prime sperimentazioni
Dei primissimi anni settanta sono alcuni album di Perry rivolti a sperimentare nuove strade e nuove sonorità nell'ambito della musica reggae: The Upsetter (Trojan, 1970), Many Moods of the Upsetters (Trojan, 1970), Scratch the Upsetter Again (Trojan, 1970) e Africa's Blood (Trojan, 1972).
Perry inizia ad avvalersi del giovane tecnico King Tubby e del suo apporto, in termini di innovazione, alle sue produzioni, che iniziano a creare quelle sonorità e quelle alchimie che poi verranno da tutti nominate col nuovo nome di Dub: Rhythm Shower (Upsetter, 1973) e soprattutto Blackboard Jungle Dub (Upsetter, 1974), uno dei primi veri album dub ad essere pubblicati.

### Lo studio Black Ark
(Lee "Scratch" Perry)

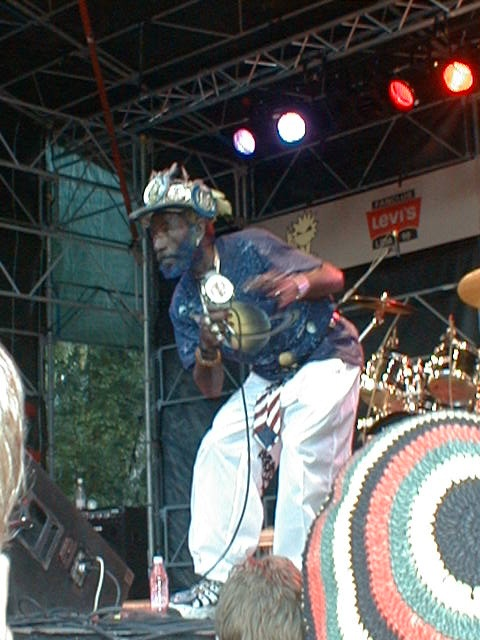
Lee "Scratch" Perry in concerto nel 1998

Da questa situazione all'autosufficienza musicale completa il passo è breve e Perry lo compie nel 1974 quando fonda il suo studio di registrazione, il Black Ark presso i Washington Gardens, a Kingston.
Qui continua la sua rivoluzione musicale, producendo artisti come Junior Byles, Susan Cadogan, U-Roy, Augustus Pablo, Doctor Alimantado, The Heptones, Max Romeo, Junior Murvin, The Congos e Jah Lion, ma ciò che passa alla storia è il cosiddetto Black Ark sound, ovvero quel particolarissimo suono che nessun altro produttore musicale, all'epoca, riusciva ad eguagliare e che marcò in maniera indelebile tutte le produzioni targate Black Ark.
Il Black Ark sound rappresenta il tipico approccio giamaicano del massimo risultato coi minimi mezzi: all'inizio lo studio di registrazione si avvale di un semplice quattro tracce.
Nel 1979 Perry, in uno stato di alienazione, dà fuoco al Black Ark, che viene completamente distrutto, e rilascia questa sconclusionata dichiarazione: "Volevano mangiarmi! Erano troppo neri e troppo terrificanti, anche se sono nero, dovevo distruggerli per salvare la mia mente". Dopo questo incidente lascia la Giamaica alla volta dell'Europa (Inghilterra e Olanda) e Nord America (Stati Uniti).
In questi anni Perry continua a produrre e pubblicare album perlopiù trascurabili, salvo Time Boom X De Devil Dead (On-U Sound, 1987) realizzato in collaborazione con Adrian Sherwood e il Dub Syndicate.

### Storia recente

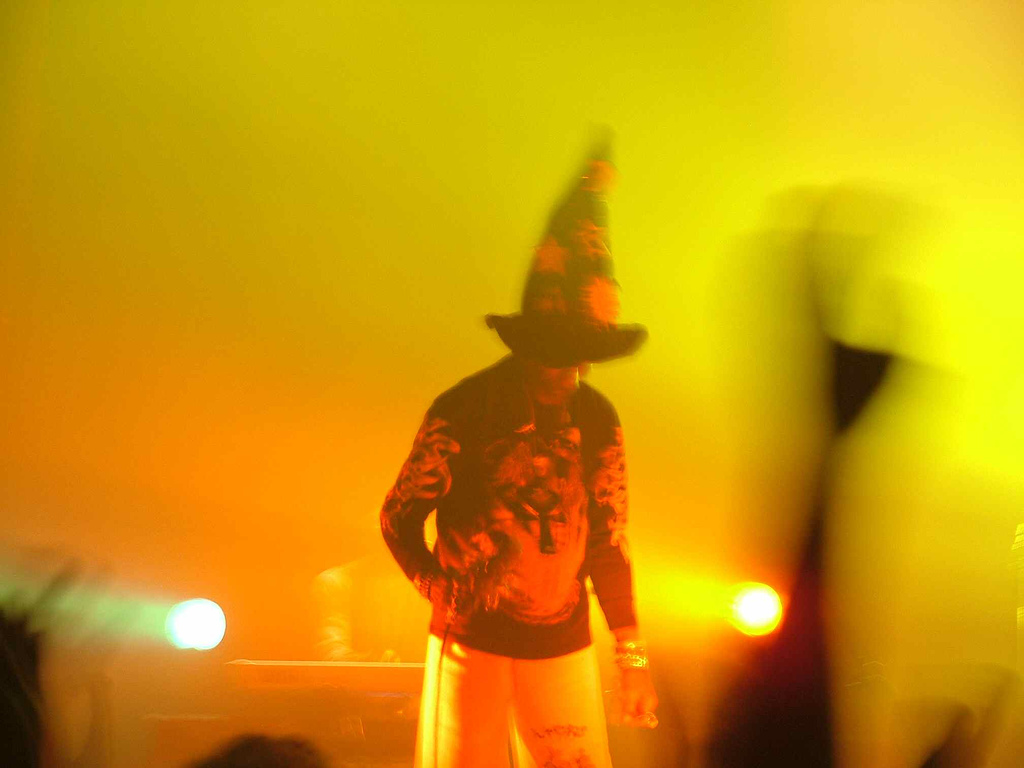
Lee "Scratch" Perry dal vivo a Tel Aviv nel 2005

Nel 1989 si sposa con la svizzera Mireille Campbell e si trasferisce in Svizzera, nei pressi di Zurigo.
Qui pubblica, nel 1990 From The Secret Laboratory (Island, 1990).
Nel 1998 partecipa in qualità di ospite al brano a lui dedicato dai Beastie Boys nel loro album Hello Nasty: Dr. Lee PhD.
Nel 2012 partecipa come ospite degli Orb in qualità di cantante dell'intero album The Orbserver in the Star House.
Nel 2013 è ospite nell'album In Between Times del musicista e produttore italiano Gaudi, dove canta nel brano I start to pray.
Nel videogioco Grand Theft Auto 5 del 2013 è host della stazione radiofonica in-game Blue Ark, stazione radiofonica prettamente Raggae e Dub dove è possibile ascoltare canzoni non solo sue ma anche degli Upsetters e di altri artisti raggae.
Anche se nel 2016 ha celebrato il suo ottantesimo compleanno, ha continuato a registrare e ad esibirsi in Europa e in America del nord.

### Etichette musicali
Lee Perry, come tutti i produttori discografici giamaicani dell'epoca, fondò e gestì numerose etichette discografiche, tra le quali: Black Art, Justice League, Orchid, Perries, Underground, Upsetter, Upsetters e Wizzdom.

## Discografia

### Album in studio

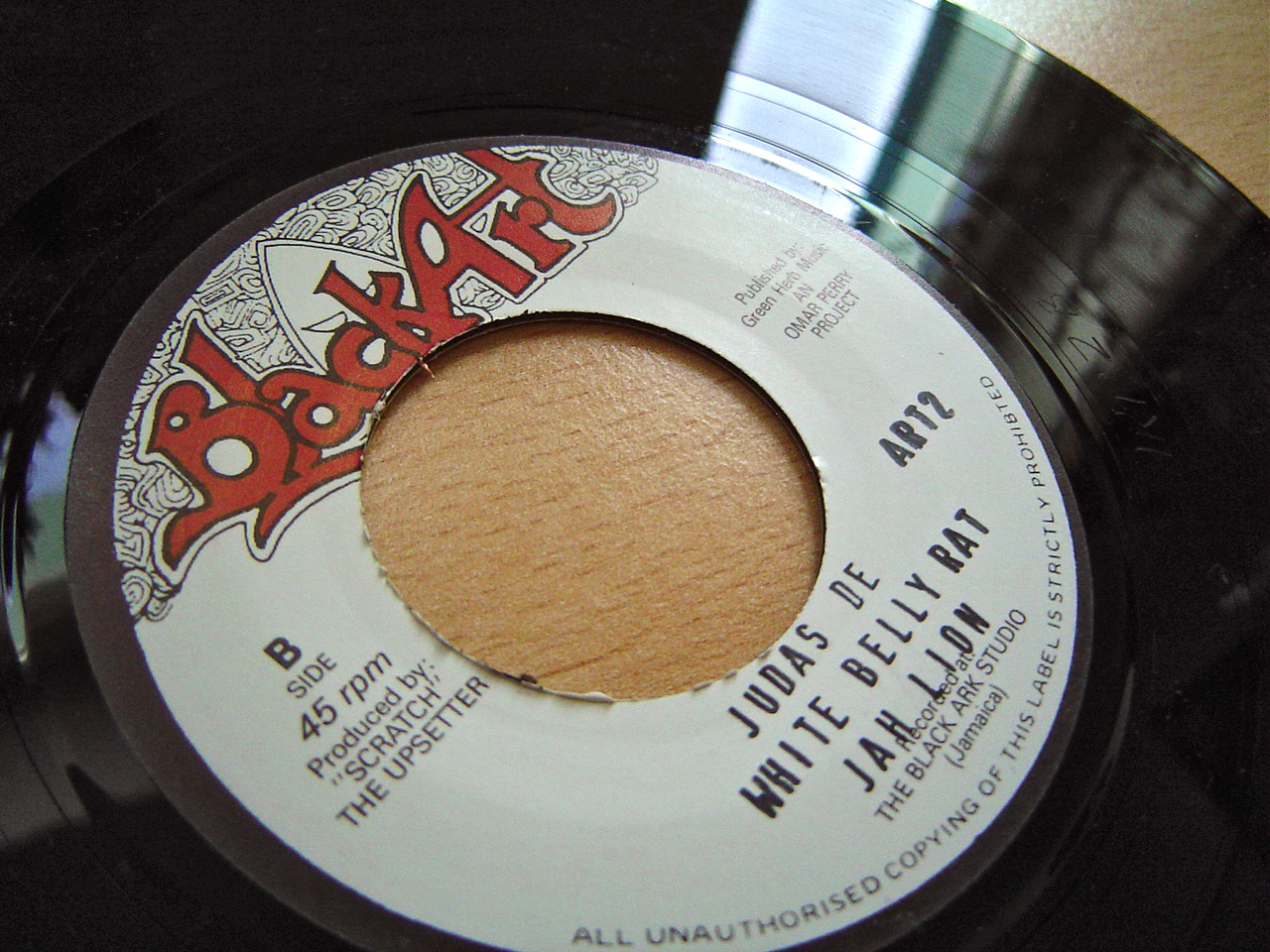
(Judas De) White belly rat di Jah Lion, sette pollici registrato al Black Ark e prodotto da Lee Perry su etichetta Black Art.

- 1977 - Roast Fish Collie Weed & Corn Bread
- 1980 - The Return of Pipecock Jackson
- 1982 - Mystic Miracle Star
- 1984 - History, Mystery & Prophecy
- 1986 - Battle of Armagideon (Millionaire Liquidator)t
- 1987 - Time Boom X De Devil Dead
- 1988 - On the Wire
- 1988 - Satan Kicked the Bucket
- 1989 - Mystic Warrior
- 1989 - Mystic Warrior Dub
- 1990 - From The Secret Laboratory
- 1990 - Message from Yard
- 1990 - Satan's Dub
- 1991 - Lord God Muzik
- 1991 - Sounds from the Hotline
- 1992 - The Upsetter and The Beat
- 1992 - Excaliburman
- 1994 - Spiritual Healing
- 1995 - Black Ark Experryments
- 1995 - Experryments at the Grass Roots of Dub
- 1995 - Super Ape Inna Jungle
- 1996 - Who Put the Voodoo Pon Reggae
- 1996 - Dub Take the Voodoo Out Of Reggae
- 1998 - Dub Fire
- 1998 - The Original Super Ape
- 2000 - Son of Thunder
- 2002 - Jamaican E.T.
- 2003 - Earthman Skanking
- 2003 - Encore
- 2003 - Alien Starman
- 2004 - Panic in Babylon
- 2006 - Alive, More Than Ever
- 2007 - End of an American Dream
- 2008 - Repentance
- 2008 - Scratch Came Scratch Saw Scratch Conquered
- 2008 - The Mighty Upsetter
- 2009 - Return From Planet Dub (con Dubblestandart e Ari Up)
- 2017 - Science, Magic, Logic
- 2024 - King Perry

## Onorificenze
Nel 2012 Lee Perry ha ricevuto l'Ordine di Distinzione (Order of Distinction), come Commendatore (CD) per il servizio reso all'industria musicale della Giamaica.
Il 16 ottobre 2013 Lee Perry ha ricevuto la medaglia d'oro Musgrave giamaicana, assegnata dall'Institute of Jamaica (IOJ) ai cittadini giamaicani che hanno dato contributi eccezionali nel campo letterario, scientifico e artistico.

## Premi e riconoscimenti
- 2002: Jamaican E.T. vince il Grammy come Best Reggae Album.[10]
- 2005: viene inserito nella lista "The Immortals" di Rolling Stone alla posizione numero 100.[11]

## Riferimenti, influenze e tributi
- Lee Perry nel 1977 ha prodotto il singolo Complete Control dei The Clash;
- Ha scritto insieme a Junior Murvin la canzone Police and Thieves, uscita come singolo e nell'album omonimo di Junior Murvin e successivamente pubblicata dai The Clash nel loro omonimo album di debutto (1977);
- Canta nella canzone Dr. Lee, PhD dei Beastie Boys, uscita sull'album Hello Nasty (1998) (canzone a lui dedicata);
- Appare su due canzoni dell'album Whaa! (2005) degli Zuco 103;
- È protagonista di una serie di pubblicità della birra Guinness (2008).
- I Rancid aprono una loro composizione al suono di "Give me power", che vede Lee Perry alla voce, accompagnato dal gruppo dei The Stingers

## Filmografia
- The Upsetter. The life and music of Lee Scratch Perry, regia di Ethan Higbee e Adam Bhala Lough (2008)
- Dub Echoes, regia di Bruno Natal (2009)
- Vision of Paradise, regia di Volker Schaner (2013)